# NGC 7787
NGC 7787 je čočková galaxie v souhvězdí Ryb. Její zdánlivá jasnost je 14,4m a úhlová velikost 1,8′ × 0,5′. Je vzdálená 303 milionů světelných let, průměr má 160 000 světelných let. Tvoří gravitačně vázaný pár s galaxií PGC 72912. Galaxii objevil 23. října 1864 Albert Marth .